# حسن الدرهم
حسن الدرهم، المولود عام 1954 بالعيون، رجل أعمال مغربي ورياضي وسياسي سابق. نائب عن العيون في الاتحاد الاشتراكي للقوات الشعبية، هو من أيت باعمران. كان لاعب كرة قدم في فريق العيون "شباب الساقية الحمراء". تم انتخابه في مجلس النواب في المغرب بين عامي 2007 - 2012.

## العائلة
- هو نجل حمد درهم العضو المؤسس للاتحاد الوطني للقوات الشعبية وشقيق سليمان درهم النائب عن الوادي الذهبي عن الاتحاد الاشتراكي للقوات الشعبية.